# 刘二玄
刘二玄，辽朝官员，出自昌平刘氏，刘景之孙，刘慎行第二子。
刘二玄的大哥刘一德，弟弟刘三嘏、刘四端、刘五常、刘六符，他担任上京留守。咸雍元年（1065年）任开府仪同三司、守太尉、兼中书令，封豳国公。娶耶律隆庆的遗孀秦晋国妃萧氏为妻，官至忠亮竭节功臣、宣力佐国功臣、守太尉、兼中书令、鲁国公，死后赠太保、谥忠正。